# Абинтестато
Абинтестато или аб-интестато (лат. аb intestato) — термин римского права, также встречающийся в западноевропейских законодательствах и сочинениях по гражданскому праву; означает наследство после не оставившего завещания.
Французы переняли термин в свой язык, отбросив последнюю гласную: фр. аb intestat.
В российском праве этот термин не употреблялся, и ему соответствовало «наследство по закону»; так, в частности, называл его И. Беляев в XIX веке. К. Кавелин называл его «законным наследованием».